# حملات ۲۰۲۵ به بیمارستان اروپایی غزه
در ۱۳ مه ۲۰۲۵، حملات هوایی اسرائیل به بیمارستان اروپایی غزه در خان یونس، نوار غزه، حمله کرد و حداقل ۲۸ نفر را کشت. منابع اسرائیلی گزارش دادند که محمد سنوار، رهبر حماس، هدف قرار گرفته است، اما مرگ او تأیید نشده است.

## حملات هوایی
بعدازظهر ۱۳ مه ۲۰۲۵، هواپیماهای جنگی نیروی هوایی اسرائیل همزمان حداقل نه بمب سنگرشکن و ده‌ها مهمات دیگر را به حیاط و اطراف بیمارستان اروپایی غزه در خان یونس پرتاب کردند. این بیمارستان یکی از بزرگ‌ترین مراکز درمانی غزه است و فلسطینی‌های آواره را در کنار بیماران و کارکنان خود اسکان می‌دهد. سی‌ان‌ان این حمله را «یکی از بزرگ‌ترین حملات در غزه در هفته‌های اخیر» توصیف کرد، و دومین حمله مرگبار اسرائیل به یک بیمارستان در آن روز بود، که پس از حمله به بیمارستان ناصر که منجر به کشته شدن دو نفر شد، رخ داد. ویدیوهای منتشر شده از محل حمله، دود غلیظی را بر فراز منطقه نشان می‌دهد. چندین دهانه در این منطقه ایجاد شد و چندین وسیله نقلیه را مدفون کرد. خسارت عمده‌ای به ورودی بیمارستان گزارش شد، و زمین در ناحیه‌ای که مورد اصابت قرار گرفته بود، فرو ریخته بود.
در بیانیه‌ای مشترک، نیروهای دفاعی اسرائیل و شاباک ادعا کردند که این حمله، شبه‌نظامیان حماس را در یک مرکز فرماندهی و کنترل در زیر بیمارستان هدف قرار داده است. ارتش اسرائیل بعداً فیلمی منتشر کرد که ادعا می‌کرد تونلی را نشان می‌دهد که در اثر حمله هوایی کشف شده است، اگرچه این فیلم به جای بیمارستان، تصاویری از یک مدرسه در همان نزدیکی را نشان می‌داد. منابع امنیتی اسرائیل اعلام کردند که هدف این حمله، محمد سنوار، رهبر حماس، بوده است. سینوار پس از ترور محمد ضیف در ژوئیه ۲۰۲۴، رهبری شاخه نظامی این گروه را بر عهده گرفت و پس از کشته شدن برادرش، یحیی، توسط نیروهای اسرائیلی در ماه اکتبر، عملاً رهبر این گروه شد.
پس از حملات اولیه، پهپادهای اسرائیلی در منطقه باقی ماندند و محاصره بیمارستان را برای جلوگیری از بهبود مجروحان ادامه دادند. دو عضو دفاع مدنی فلسطین در حمله یک پهپاد کوادکوپتر هنگام نزدیک شدن به بیمارستان زخمی شدند. حملات بیشتر به این منطقه بعدازظهر روز بعد انجام شد.

## تلفات
وزارت بهداشت غزه اعلام کرد که در این حملات ۲۸ نفر کشته و ده‌ها نفر زخمی شده‌اند. در میان مجروحان، یک روزنامه‌نگار آزاد که برای بی‌بی‌سی کار می‌کرد، حضور داشت. طبق گزارش دفاع مدنی فلسطین، اجساد در سراسر مجتمع بیمارستان پراکنده بودند و عملیات بازیابی را مختل می‌کردند. مصدومان به بیمارستان ناصر منتقل شدند، جایی که کادر پزشکی بسیار خسته بودند.

### سرنوشت سنوار
مشخص نیست که آیا محمد سنوار در این حمله کشته شده است یا خیر، و ارتش اسرائیل در حال بررسی این موضوع است که آیا او را با موفقیت ترور کرده است یا خیر. به گفته منابع امنیتی، اگر سنوار در طول حملات در تونل بوده باشد، شانس کمی برای زنده ماندن دارد. حماس در مورد گزارش‌های مربوط به کشته شدن او اظهار نظری نکرد، اما وجود پایگاه‌های نظامی در بیمارستان را تکذیب کرد و در عوض ادعا کرد که اسرائیل به دنبال از کار انداختن بیمارستان است.
با این حال، ارتش اسرائیل گزارش‌های مربوط به پیدا شدن جسد سنوار در کنار دستیارانش در یک تونل را تکذیب کرد و اسامه حمدان، مقام ارشد حماس، کشته شدن سنوار را تکذیب کرد و اظهار داشت که اعضای حماس در نوار غزه به او گفته‌اند که او هنوز زنده است.